# アイスホッケーアルメニア代表
アイスホッケーアルメニア代表（アイスホッケーアルメニアだいひょう、英語: Armenian national ice hockey team）はアルメニアアイスホッケー連盟による男子アイスホッケーナショナルチームである。
2004年、2005年にはディビジョンIIIで最下位となりさらに2005年大会ではメキシコ相手に0-48と屈辱的な敗戦があったが2006年にはアイルランド、ルクセンブルクを破り2勝を挙げた。2010年に3年ぶりに世界選手権に出場、自国開催となった大会では総当たりリーグを3戦全勝で終えたが金メダル決定戦で北朝鮮に敗れて2位となった。

## 主な試合
|                | 年月日        | 場所                             | 得失点                    |
| -------------- | ------------- | -------------------------------- | ------------------------- |
| 国際試合初登場 | 1962年3月8日  | ソビエト連邦, スヴェルドロフスク | アルメニア 0 リトアニア 1 |
| 最多得点差勝利 | 2010年4月12日 | アルメニア, エレバン             | アルメニア 22 グルジア 1  |
| 最多得点差敗北 | 2005年3月11日 | メキシコ, メキシコシティ         | アルメニア 0 メキシコ 48  |

## 世界選手権成績
- 2004: ディビジョンIII5位
- 2005: ディビジョンIII5位
- 2006: ディビジョンIII3位
- 2007: 不参加
- 2008: 不参加
- 2009: 不参加
- 2010: ディビジョンIIIグループB2位